# マレーシア・シンガポール・セカンドリンク
マレーシア・シンガポール・セカンドリンク（英語：Malaysia-Singapore Second Link, マレー語：Laluan Kedua Malaysia-Singapura）は、トゥアス・セカンドリンク（英語：Tuas Second Link）としても知られる、シンガポールとマレーシアのジョホール州を橋で結ぶ道路である。両国の間にはすでに土手道（ジョホール・シンガポール・コーズウェイ）があり、その土手道の慢性的な交通渋滞を緩和するために2番目に架けられた連絡道であることから、セカンドリンクと言われている。1998年1月2日に開通し、総距離は1,920m。橋の両端には料金所、国境検問所があり、出国審査を受けてから橋を渡り、入国審査を受ける。

## 接続
- シンガポール側
シンガポールの高速道路である、アヤ・ラジャー・エキスプレスウェイ (AYE:Ayer Rajah Expressway) の端に位置し、そのまま高速道路に乗ることができる。
- マレーシア側
マレーシアの高速道路である、セカンドリンク・エキスプレスウェイ (Second Link Expressway) の端に位置し、そのまま高速道路に乗ることができる。

## 料金
2008年2月1日からの料金。

### Tanjung Kupang Toll Plaza (TTK) (マレーシア)
| Class | 車両区分           | 料金 (マレーシアリンギット (RM)) |
| ----- | ------------------ | -------------------------------- |
| 0     | 二輪車             | RM1.60                           |
| 1     | 普通乗用車         | RM10.80                          |
| 2     | バン、小型トラック | RM24.40                          |
| 3     | 大型トラック       | RM48.90                          |
| 4     | タクシー           | RM8.10                           |
| 5     | バス               | RM13.00                          |

マレーシアにUターンして戻ってくる場合はRM6.40
シンガポールドルも使えるが、RM1.00に対してS$1.00として換算される。

### Tuas Checkpoint (シンガポール)
| Class | 車両区分           | 料金 (シンガポールドル (S$)) |
| ----- | ------------------ | ---------------------------- |
|       | 二輪車             | S$0.70                       |
|       | 普通乗用車         | S$4.60                       |
|       | バン、小型トラック | S$10.50                      |
|       | 大型トラック       | S$21.00                      |
|       | タクシー           | S$3.50                       |
|       | バス               | S$5.60                       |